# Hera Björk
Pour les articles homonymes, voir Björk (homonymie).
Hera Björk, née le 29 mars 1972 à Reykjavik, est une chanteuse islandaise.
En 2010, elle représente l'Islande au Concours Eurovision de la chanson à Oslo avec le titre Je ne sais quoi avec lequel elle s'est classé 19e en finale. Elle est de nouveau la candidate islandaise à l'Eurovision en 2024 à Malmö, avec la chanson Scared of Heights, mais ne parvient pas cette fois-ci à atteindre la finale. 
Elle a également été choriste pour les chansons islandaises aux Concours Eurovision de la chanson 2008, 2009 et 2015. Elle a,  par ailleurs, terminé deuxième de la sélection danoise en 2009.

## Discographie

### Albums
- 1999 : Litla Hryllingsbúðin (Little shop of Horror), Alltaf í Boltanum - Áfram Ísland, Principium - Schola Cantorum
- 2000 : Ilmur af Jólum / The Scent of Christmas, Disneylögin
- 2001 : Landslag Bylgjunnar - Engum nema þér, Audi Creator Coeli
- 2002 : Svarta Platan, Á Jólunum
- 2003 : Í faðmi þínum
- 2004 : Við gefum von
- 2006: Hera Björk (album solo)
- 2007 : Montagne Azzurre- Leone Tinganelli
- 2008: The Frostroses - Live in Concert,
- 2009 : The Frostroses - Heyr himnasmiður,  Ást og Tregi -  Heimir Sindrason, Húm (söngvar um ástina og lífið) - Stefán Hilmarsson
- 2010 : Je ne sais quoi
- 2013 : Ilmur af Jólum

### Singles
- 2001 : Landslag Bylgjunnar
- 2003 : Blikar, Tökum Nú Bikar (avec Vilhjálmur Goði)
- 2009 : Someday (Dansk Melodi Grand Prix 2009)
- 2010 : Je ne sais quoi
- 2011 : Finnum Astina/Feel the Love Tonight
- 2013 : Because You Can
- 2015 : Christmas Song (avec Chiara Siracusa)
- 2016 : Queen of Effing Everything
- 2018 : Frelsisvor (avec Gissur Páll Gissurarson)
- 2024 : Við förum hærra/Scared of Heights